# Vihisaari
Vihisaari är en ö i Finland. Den ligger i sjön Vihijärvi och i kommunen Toivakka i den ekonomiska regionen  Jyväskylä ekonomiska region  och landskapet Mellersta Finland, i den södra delen av landet, 210 km norr om huvudstaden Helsingfors. Öns area är 1,2 hektar och dess största längd är 170 meter i nord-sydlig riktning.